# 奧爾姆斯特德 (肯塔基州)
奧爾姆斯特德（英語：Olmstead）是位於美國肯塔基州洛根縣的一個非建制地區。

## 地理
奧爾姆斯特德所處的海拔為高於海平面177米（即581英呎），而該地所採用的時區為UTC-6，即北美中部時區（CST）。同時該地設有夏令時間，為UTC-6調快一小時，即UTC-5（CDT）。